# Hugues le Grand (duc des Francs)
Ne doit pas être confondu avec Hugues Ier de Vermandois.
Pour les articles homonymes, voir Hugues le Grand et Hugues.
Hugues le Grand (né vers 898, mort le 16 juin 956 à Dourdan), comte de Paris, marquis de Neustrie de 923 à 956, puis duc des Francs à partir de 936, comte d'Auxerre de 954 à sa mort, est le fils du roi Robert Ier et le père d'Hugues Capet.

## Biographie
Fils de Robert Ier de France, roi de Francie occidentale, et de Béatrice de Vermandois, descendant au 6e degré par sa mère de Charlemagne, Hugues le Grand, appelé parfois « Hugues le Blanc » en raison de son teint pâle, était un personnage puissant du royaume de Francie occidentale à l'origine de l'établissement de la dynastie capétienne.
Après la mort sans descendance, en janvier 936, de son beau-frère le roi Raoul, Hugues le Grand choisit de ne pas briguer la couronne de Francie occidentale (qui était pourtant à sa portée), dans la mesure où il disposait, en Neustrie et même en Francie d'« une puissance qui l'emportait sur tout autre grand ». Hugues préféra rappeler sur le trône le jeune fils de Charles III le Simple, Louis IV d'Outremer, qui avait suivi sa mère lors de son exil en Angleterre. Il espérait ainsi gouverner à la place de son neveu par alliance (il avait épousé en 926 la sœur d'Edwige de Wessex, mère de Louis IV), désormais son obligé, et disposer d'un pouvoir bien plus grand, en tant que régent, que s'il avait obtenu une promotion qui n'aurait pas été sans inquiéter les autres grands du royaume. Par ailleurs, cela lui permettait de contrer les ambitions de son oncle, Herbert II de Vermandois, dans la lutte pour l'hégémonie en Francie occidentale. Le dimanche 19 juin 936, Louis IV fut ainsi couronné et sacré roi par Artaud, l'archevêque de Reims. La cérémonie du sacre eut lieu dans l'église abbatiale de Saint-Vincent de Laon, sa ville natale et fief de sa famille carolingienne.
Un mois plus tard, le 25 juillet 936, Louis IV donna à Hugues les moyens de manifester dans le royaume sa prééminence sur les autres princes, en lui accordant le titre de dux Francorum, duc des Francs. La signification de ce titre fut explicitée le 26 décembre de la même année par un document dans lequel Louis IV soulignait que cela faisait d'Hugues « en tous nos regna, le second après nous », assimilé à un « vice-roi », de position équivalente au maire du palais sous les derniers Mérovingiens. Les diplômes de juillet, en affirmant qu'il était abbé laïc de Saint-Germain d'Auxerre et maître d'Autun (deux éléments fondamentaux de la principauté bourguignonne), avaient déjà accentué son pouvoir en contestant la légitimité d'Hugues le Noir à se proclamer prince d'une Bourgogne qu'il pensait avoir héritée de son frère le roi Raoul.
Cependant, la prépondérance d'Hugues le Grand finit par exaspérer le jeune roi qui, cherchant à s'émanciper, prit les armes pour le combattre. Hugues s'allia alors à Herbert de Vermandois et Guillaume Longue-Épée, duc de Normandie. En 940, Louis IV fut battu près de Reims puis, en 945, capturé par les Normands et remis à Hugues, qui le confia à Thibaud de Blois. Hugues le libéra sous la pression de l'empereur des Romains Otton Ier, mais obtint la ville de Laon en échange.
En 946, il régla la succession d'Herbert II de Vermandois entre les enfants de celui-ci, ses neveux, et affaiblit ainsi la puissance de la dynastie.[réf. souhaitée] En 948, lors du synode d'Ingelheim (troisième de la série, après ceux de Verdun et de Mouzon, visant essentiellement à régler la question du siège archiépiscopal rémois), Louis IV parvint à faire excommunier Hugues le Grand,,.
Disposant déjà de la suzeraineté sur la Bourgogne, que Louis IV lui avait accordée en 943, il obtint la confirmation de son titre de « duc des Francs » ainsi que l'Aquitaine (dont il assura la tutelle de 954 à sa mort en 956) en échange de son accord, après la mort de Louis IV (en 954), à la montée de Lothaire sur le trône de Francie occidentale.
Hugues le Grand meurt le « XVI des calendes de juillet 956 », c'est-à-dire le 16 juin 956, au château de Dourdan. Sa sépulture se trouve dans la basilique Saint-Denis, nécropole des rois de France.

## Unions et postérité
De sa concubine Raingarde de Dijon, fille de Raoul comte de Dijon (et par la suite épouse de Ansoud Ier Le Riche, dit « Ansoud L'Auxerrois », vicomte d'Auxerre), il eut :
- Herbert ou Héribert († 996), qui fut évêque d'Auxerre.

Il se maria à Rohaut du Maine, fille du comte Roger vers 914, puis vers 926 à Eadhild de Wessex (ou Édith), fille d'Édouard l'Ancien, et enfin à Hedwige de Saxe (922-965, fille d'Henri Ier l'Oiseleur) vers 937, dont il eut :
- Béatrice, mariée à Frédéric Ier, comte de Bar et duc de Haute-Lotharingie ;
- Hugues Capet, roi des Francs en 987, et postérité ;
- Emma, mariée à Richard Ier, duc de Normandie, sans postérité ;
- Otton, duc de Bourgogne ;
- Eudes-Henri, duc de Bourgogne. Il laisse une postérité avec au moins un enfant illégitime (Eudes de Beaune († apr. 25 août 1005), vicomte de Beaune), probablement deux enfants illégitimes (Henri de Vergy ? († av. 1023), lignée robertienne (?) de la famille de Vergy) ; et adopte Othon-Guillaume, futur comte de Bourgogne, fils de sa première femme et d'Aldebert, ex-roi d'Italie, le premier mari de celle-ci[10].

## Lien généalogique entre Carolingiens et Capétiens
|                             |                             |                             |                             |                                            |                                            |                                            |                                            |                                            |                                            |                                        |                                        |                                        |                                        |                                        |                                        |                                             |                                             |                                             |                                             |                                             |                                             |                                    |                                    |            |            |                                    |                                    |                                    |                                    |                                    |                                    |                            |                            |                                                  |                                                  |                                                  |                                                  |                                                  |                                                  |                              |                              |                                   |                                   |                                   |                                   |                                   |                                   |                                 |                                 |                                                 |                                                 |                                                 |                                                 |                                                 |                                                 |  |  |  |  |  |  |  |  |  |  |  |  |  |  |
|                             |                             |                             |                             |                                            |                                            |                                            |                                            |                                            |                                            |                                        |                                        |                                        |                                        |                                        |                                        |                                             |                                             |                                             |                                             |                                             |                                             |                                    |                                    |            |            |                                    |                                    |                                    |                                    |                                    |                                    |                            |                            |                                                  |                                                  |                                                  |                                                  |                                                  |                                                  |                              |                              |                                   |                                   |                                   |                                   |                                   |                                   |                                 |                                 |                                                 |                                                 |                                                 |                                                 |                                                 |                                                 |  |  |  |  |  |  |  |  |  |  |  |  |  |  |
|                             |                             |                             |                             |                                            |                                            |                                            |                                            | Adrien comte                               | Adrien comte                               | Adrien comte                           | Adrien comte                           | Adrien comte                           | Adrien comte                           |                                        |                                        |                                             |                                             |                                             |                                             |                                             |                                             | Hildegarde                         | Hildegarde                         | Hildegarde | Hildegarde | Hildegarde                         | Hildegarde                         |                                    |                                    |                                    |                                    |                            |                            |                                                  |                                                  |                                                  |                                                  | Charlemagne († 814) empereur                     | Charlemagne († 814) empereur                     | Charlemagne († 814) empereur | Charlemagne († 814) empereur | Charlemagne († 814) empereur      | Charlemagne († 814) empereur      |                                   |                                   |                                   |                                   |                                 |                                 |                                                 |                                                 |                                                 |                                                 |                                                 |                                                 |  |  |  |  |  |  |  |  |  |  |  |  |  |  |
|                             |                             |                             |                             |                                            |                                            |                                            |                                            | Adrien comte                               | Adrien comte                               | Adrien comte                           | Adrien comte                           | Adrien comte                           | Adrien comte                           |                                        |                                        |                                             |                                             |                                             |                                             |                                             |                                             | Hildegarde                         | Hildegarde                         | Hildegarde | Hildegarde | Hildegarde                         | Hildegarde                         |                                    |                                    |                                    |                                    |                            |                            |                                                  |                                                  |                                                  |                                                  | Charlemagne († 814) empereur                     | Charlemagne († 814) empereur                     | Charlemagne († 814) empereur | Charlemagne († 814) empereur | Charlemagne († 814) empereur      | Charlemagne († 814) empereur      |                                   |                                   |                                   |                                   |                                 |                                 |                                                 |                                                 |                                                 |                                                 |                                                 |                                                 |  |  |  |  |  |  |  |  |  |  |  |  |  |  |
|                             |                             |                             |                             |                                            |                                            |                                            |                                            |                                            |                                            |                                        |                                        |                                        |                                        |                                        |                                        |                                             |                                             |                                             |                                             |                                             |                                             |                                    |                                    |            |            |                                    |                                    |                                    |                                    |                                    |                                    |                            |                            |                                                  |                                                  |                                                  |                                                  |                                                  |                                                  |                              |                              |                                   |                                   |                                   |                                   |                                   |                                   |                                 |                                 |                                                 |                                                 |                                                 |                                                 |                                                 |                                                 |  |  |  |  |  |  |  |  |  |  |  |  |  |  |
|                             |                             |                             |                             |                                            |                                            |                                            |                                            |                                            |                                            |                                        |                                        |                                        |                                        |                                        |                                        |                                             |                                             |                                             |                                             |                                             |                                             |                                    |                                    |            |            |                                    |                                    |                                    |                                    |                                    |                                    |                            |                            |                                                  |                                                  |                                                  |                                                  |                                                  |                                                  |                              |                              |                                   |                                   |                                   |                                   |                                   |                                   |                                 |                                 |                                                 |                                                 |                                                 |                                                 |                                                 |                                                 |  |  |  |  |  |  |  |  |  |  |  |  |  |  |
|                             |                             |                             |                             |                                            |                                            |                                            |                                            |                                            |                                            |                                        |                                        |                                        |                                        |                                        |                                        | Pépin d'Italie (777 † 810) roi d'Italie     | Pépin d'Italie (777 † 810) roi d'Italie     | Pépin d'Italie (777 † 810) roi d'Italie     | Pépin d'Italie (777 † 810) roi d'Italie     | Pépin d'Italie (777 † 810) roi d'Italie     | Pépin d'Italie (777 † 810) roi d'Italie     |                                    |                                    |            |            |                                    |                                    |                                    |                                    |                                    |                                    |                            |                            |                                                  |                                                  |                                                  |                                                  |                                                  |                                                  |                              |                              |                                   |                                   | Louis le Pieux († 840) empereur   | Louis le Pieux († 840) empereur   | Louis le Pieux († 840) empereur   | Louis le Pieux († 840) empereur   | Louis le Pieux († 840) empereur | Louis le Pieux († 840) empereur |                                                 |                                                 |                                                 |                                                 |                                                 |                                                 |  |  |  |  |  |  |  |  |  |  |  |  |  |  |
|                             |                             |                             |                             |                                            |                                            |                                            |                                            |                                            |                                            |                                        |                                        |                                        |                                        |                                        |                                        | Pépin d'Italie (777 † 810) roi d'Italie     | Pépin d'Italie (777 † 810) roi d'Italie     | Pépin d'Italie (777 † 810) roi d'Italie     | Pépin d'Italie (777 † 810) roi d'Italie     | Pépin d'Italie (777 † 810) roi d'Italie     | Pépin d'Italie (777 † 810) roi d'Italie     |                                    |                                    |            |            |                                    |                                    |                                    |                                    |                                    |                                    |                            |                            |                                                  |                                                  |                                                  |                                                  |                                                  |                                                  |                              |                              |                                   |                                   | Louis le Pieux († 840) empereur   | Louis le Pieux († 840) empereur   | Louis le Pieux († 840) empereur   | Louis le Pieux († 840) empereur   | Louis le Pieux († 840) empereur | Louis le Pieux († 840) empereur |                                                 |                                                 |                                                 |                                                 |                                                 |                                                 |  |  |  |  |  |  |  |  |  |  |  |  |  |  |
|                             |                             |                             |                             |                                            |                                            |                                            |                                            |                                            |                                            |                                        |                                        |                                        |                                        |                                        |                                        |                                             |                                             |                                             |                                             |                                             |                                             |                                    |                                    |            |            |                                    |                                    |                                    |                                    |                                    |                                    |                            |                            |                                                  |                                                  |                                                  |                                                  |                                                  |                                                  |                              |                              |                                   |                                   |                                   |                                   |                                   |                                   |                                 |                                 |                                                 |                                                 |                                                 |                                                 |                                                 |                                                 |  |  |  |  |  |  |  |  |  |  |  |  |  |  |
| Robert III comte de Hesbaye | Robert III comte de Hesbaye | Robert III comte de Hesbaye | Robert III comte de Hesbaye | Robert III comte de Hesbaye                | Robert III comte de Hesbaye                |                                            |                                            | Waldrade                                   | Waldrade                                   | Waldrade                               | Waldrade                               | Waldrade                               | Waldrade                               |                                        |                                        | Bernard d'Italie (797 † 818) roi d'Italie   | Bernard d'Italie (797 † 818) roi d'Italie   | Bernard d'Italie (797 † 818) roi d'Italie   | Bernard d'Italie (797 † 818) roi d'Italie   | Bernard d'Italie (797 † 818) roi d'Italie   | Bernard d'Italie (797 † 818) roi d'Italie   |                                    |                                    |            |            |                                    |                                    | Évrard marquis de Frioul           | Évrard marquis de Frioul           | Évrard marquis de Frioul           | Évrard marquis de Frioul           | Évrard marquis de Frioul   | Évrard marquis de Frioul   |                                                  |                                                  | Gisèle                                           | Gisèle                                           | Gisèle                                           | Gisèle                                           | Gisèle                       | Gisèle                       |                                   |                                   |                                   |                                   |                                   |                                   |                                 |                                 | Charles le Chauve (823 † 877) roi de France     | Charles le Chauve (823 † 877) roi de France     | Charles le Chauve (823 † 877) roi de France     | Charles le Chauve (823 † 877) roi de France     | Charles le Chauve (823 † 877) roi de France     | Charles le Chauve (823 † 877) roi de France     |  |  |  |  |  |  |  |  |  |  |  |  |  |  |
| Robert III comte de Hesbaye | Robert III comte de Hesbaye | Robert III comte de Hesbaye | Robert III comte de Hesbaye | Robert III comte de Hesbaye                | Robert III comte de Hesbaye                |                                            |                                            | Waldrade                                   | Waldrade                                   | Waldrade                               | Waldrade                               | Waldrade                               | Waldrade                               |                                        |                                        | Bernard d'Italie (797 † 818) roi d'Italie   | Bernard d'Italie (797 † 818) roi d'Italie   | Bernard d'Italie (797 † 818) roi d'Italie   | Bernard d'Italie (797 † 818) roi d'Italie   | Bernard d'Italie (797 † 818) roi d'Italie   | Bernard d'Italie (797 † 818) roi d'Italie   |                                    |                                    |            |            |                                    |                                    | Évrard marquis de Frioul           | Évrard marquis de Frioul           | Évrard marquis de Frioul           | Évrard marquis de Frioul           | Évrard marquis de Frioul   | Évrard marquis de Frioul   |                                                  |                                                  | Gisèle                                           | Gisèle                                           | Gisèle                                           | Gisèle                                           | Gisèle                       | Gisèle                       |                                   |                                   |                                   |                                   |                                   |                                   |                                 |                                 | Charles le Chauve (823 † 877) roi de France     | Charles le Chauve (823 † 877) roi de France     | Charles le Chauve (823 † 877) roi de France     | Charles le Chauve (823 † 877) roi de France     | Charles le Chauve (823 † 877) roi de France     | Charles le Chauve (823 † 877) roi de France     |  |  |  |  |  |  |  |  |  |  |  |  |  |  |
|                             |                             |                             |                             |                                            |                                            |                                            |                                            |                                            |                                            |                                        |                                        |                                        |                                        |                                        |                                        |                                             |                                             |                                             |                                             |                                             |                                             |                                    |                                    |            |            |                                    |                                    |                                    |                                    |                                    |                                    |                            |                            |                                                  |                                                  |                                                  |                                                  |                                                  |                                                  |                              |                              |                                   |                                   |                                   |                                   |                                   |                                   |                                 |                                 |                                                 |                                                 |                                                 |                                                 |                                                 |                                                 |  |  |  |  |  |  |  |  |  |  |  |  |  |  |
|                             |                             |                             |                             |                                            |                                            |                                            |                                            |                                            |                                            |                                        |                                        |                                        |                                        |                                        |                                        | Pépin († ap.850) comte                      | Pépin († ap.850) comte                      | Pépin († ap.850) comte                      | Pépin († ap.850) comte                      | Pépin († ap.850) comte                      | Pépin († ap.850) comte                      |                                    |                                    |            |            |                                    |                                    |                                    |                                    |                                    |                                    | Ingeltrude                 | Ingeltrude                 | Ingeltrude                                       | Ingeltrude                                       | Ingeltrude                                       | Ingeltrude                                       |                                                  |                                                  |                              |                              | Henri († 886) marquis de Neustrie | Henri († 886) marquis de Neustrie | Henri († 886) marquis de Neustrie | Henri († 886) marquis de Neustrie | Henri († 886) marquis de Neustrie | Henri († 886) marquis de Neustrie |                                 |                                 |                                                 |                                                 |                                                 |                                                 |                                                 |                                                 |  |  |  |  |  |  |  |  |  |  |  |  |  |  |
|                             |                             |                             |                             |                                            |                                            |                                            |                                            |                                            |                                            |                                        |                                        |                                        |                                        |                                        |                                        | Pépin († ap.850) comte                      | Pépin († ap.850) comte                      | Pépin († ap.850) comte                      | Pépin († ap.850) comte                      | Pépin († ap.850) comte                      | Pépin († ap.850) comte                      |                                    |                                    |            |            |                                    |                                    |                                    |                                    |                                    |                                    | Ingeltrude                 | Ingeltrude                 | Ingeltrude                                       | Ingeltrude                                       | Ingeltrude                                       | Ingeltrude                                       |                                                  |                                                  |                              |                              | Henri († 886) marquis de Neustrie | Henri († 886) marquis de Neustrie | Henri († 886) marquis de Neustrie | Henri († 886) marquis de Neustrie | Henri († 886) marquis de Neustrie | Henri († 886) marquis de Neustrie |                                 |                                 |                                                 |                                                 |                                                 |                                                 |                                                 |                                                 |  |  |  |  |  |  |  |  |  |  |  |  |  |  |
|                             |                             |                             |                             |                                            |                                            |                                            |                                            |                                            |                                            |                                        |                                        |                                        |                                        |                                        |                                        |                                             |                                             |                                             |                                             |                                             |                                             |                                    |                                    |            |            |                                    |                                    |                                    |                                    |                                    |                                    |                            |                            |                                                  |                                                  |                                                  |                                                  |                                                  |                                                  |                              |                              |                                   |                                   |                                   |                                   |                                   |                                   |                                 |                                 | Louis II le Bègue (846 † 879) roi de France     |                                                 |                                                 |                                                 |                                                 |                                                 |  |  |  |  |  |  |  |  |  |  |  |  |  |  |
|                             |                             |                             |                             | Robert le Fort († 866) marquis de Neustrie | Robert le Fort († 866) marquis de Neustrie | Robert le Fort († 866) marquis de Neustrie | Robert le Fort († 866) marquis de Neustrie | Robert le Fort († 866) marquis de Neustrie | Robert le Fort († 866) marquis de Neustrie |                                        |                                        |                                        |                                        |                                        |                                        | Herbert Ier († 900/907) comte de Vermandois | Herbert Ier († 900/907) comte de Vermandois | Herbert Ier († 900/907) comte de Vermandois | Herbert Ier († 900/907) comte de Vermandois | Herbert Ier († 900/907) comte de Vermandois | Herbert Ier († 900/907) comte de Vermandois |                                    |                                    |            |            |                                    |                                    |                                    |                                    | Otton († 912) duc de Saxe          | Otton († 912) duc de Saxe          | Otton († 912) duc de Saxe  | Otton († 912) duc de Saxe  | Otton († 912) duc de Saxe                        | Otton († 912) duc de Saxe                        |                                                  |                                                  | Hedwige                                          | Hedwige                                          | Hedwige                      | Hedwige                      | Hedwige                           | Hedwige                           |                                   |                                   |                                   |                                   |                                 |                                 |                                                 |                                                 |                                                 |                                                 |                                                 |                                                 |  |  |  |  |  |  |  |  |  |  |  |  |  |  |
|                             |                             |                             |                             | Robert le Fort († 866) marquis de Neustrie | Robert le Fort († 866) marquis de Neustrie | Robert le Fort († 866) marquis de Neustrie | Robert le Fort († 866) marquis de Neustrie | Robert le Fort († 866) marquis de Neustrie | Robert le Fort († 866) marquis de Neustrie |                                        |                                        |                                        |                                        |                                        |                                        | Herbert Ier († 900/907) comte de Vermandois | Herbert Ier († 900/907) comte de Vermandois | Herbert Ier († 900/907) comte de Vermandois | Herbert Ier († 900/907) comte de Vermandois | Herbert Ier († 900/907) comte de Vermandois | Herbert Ier († 900/907) comte de Vermandois |                                    |                                    |            |            |                                    |                                    |                                    |                                    | Otton († 912) duc de Saxe          | Otton († 912) duc de Saxe          | Otton († 912) duc de Saxe  | Otton († 912) duc de Saxe  | Otton († 912) duc de Saxe                        | Otton († 912) duc de Saxe                        |                                                  |                                                  | Hedwige                                          | Hedwige                                          | Hedwige                      | Hedwige                      | Hedwige                           | Hedwige                           |                                   |                                   |                                   |                                   |                                 |                                 |                                                 |                                                 |                                                 |                                                 |                                                 |                                                 |  |  |  |  |  |  |  |  |  |  |  |  |  |  |
|                             |                             |                             |                             |                                            |                                            |                                            |                                            |                                            |                                            |                                        |                                        |                                        |                                        |                                        |                                        |                                             |                                             |                                             |                                             |                                             |                                             |                                    |                                    |            |            |                                    |                                    |                                    |                                    |                                    |                                    |                            |                            |                                                  |                                                  |                                                  |                                                  |                                                  |                                                  |                              |                              |                                   |                                   |                                   |                                   |                                   |                                   |                                 |                                 |                                                 |                                                 |                                                 |                                                 |                                                 |                                                 |  |  |  |  |  |  |  |  |  |  |  |  |  |  |
|                             |                             |                             |                             | Robert Ier (860 † 923) roi de France       | Robert Ier (860 † 923) roi de France       | Robert Ier (860 † 923) roi de France       | Robert Ier (860 † 923) roi de France       | Robert Ier (860 † 923) roi de France       | Robert Ier (860 † 923) roi de France       |                                        |                                        |                                        |                                        |                                        |                                        | Béatrice                                    | Béatrice                                    | Béatrice                                    | Béatrice                                    | Béatrice                                    | Béatrice                                    |                                    |                                    |            |            |                                    |                                    |                                    |                                    |                                    |                                    |                            |                            | Henri Ier l'Oiseleur (876 † 936) roi de Germanie | Henri Ier l'Oiseleur (876 † 936) roi de Germanie | Henri Ier l'Oiseleur (876 † 936) roi de Germanie | Henri Ier l'Oiseleur (876 † 936) roi de Germanie | Henri Ier l'Oiseleur (876 † 936) roi de Germanie | Henri Ier l'Oiseleur (876 † 936) roi de Germanie |                              |                              |                                   |                                   |                                   |                                   |                                   |                                   |                                 |                                 | Charles III le Simple (879 † 929) roi de France | Charles III le Simple (879 † 929) roi de France | Charles III le Simple (879 † 929) roi de France | Charles III le Simple (879 † 929) roi de France | Charles III le Simple (879 † 929) roi de France | Charles III le Simple (879 † 929) roi de France |  |  |  |  |  |  |  |  |  |  |  |  |  |  |
|                             |                             |                             |                             | Robert Ier (860 † 923) roi de France       | Robert Ier (860 † 923) roi de France       | Robert Ier (860 † 923) roi de France       | Robert Ier (860 † 923) roi de France       | Robert Ier (860 † 923) roi de France       | Robert Ier (860 † 923) roi de France       |                                        |                                        |                                        |                                        |                                        |                                        | Béatrice                                    | Béatrice                                    | Béatrice                                    | Béatrice                                    | Béatrice                                    | Béatrice                                    |                                    |                                    |            |            |                                    |                                    |                                    |                                    |                                    |                                    |                            |                            | Henri Ier l'Oiseleur (876 † 936) roi de Germanie | Henri Ier l'Oiseleur (876 † 936) roi de Germanie | Henri Ier l'Oiseleur (876 † 936) roi de Germanie | Henri Ier l'Oiseleur (876 † 936) roi de Germanie | Henri Ier l'Oiseleur (876 † 936) roi de Germanie | Henri Ier l'Oiseleur (876 † 936) roi de Germanie |                              |                              |                                   |                                   |                                   |                                   |                                   |                                   |                                 |                                 | Charles III le Simple (879 † 929) roi de France | Charles III le Simple (879 † 929) roi de France | Charles III le Simple (879 † 929) roi de France | Charles III le Simple (879 † 929) roi de France | Charles III le Simple (879 † 929) roi de France | Charles III le Simple (879 † 929) roi de France |  |  |  |  |  |  |  |  |  |  |  |  |  |  |
|                             |                             |                             |                             |                                            |                                            |                                            |                                            |                                            |                                            |                                        |                                        |                                        |                                        |                                        |                                        |                                             |                                             |                                             |                                             |                                             |                                             |                                    |                                    |            |            |                                    |                                    |                                    |                                    |                                    |                                    |                            |                            |                                                  |                                                  |                                                  |                                                  |                                                  |                                                  |                              |                              |                                   |                                   |                                   |                                   |                                   |                                   |                                 |                                 |                                                 |                                                 |                                                 |                                                 |                                                 |                                                 |  |  |  |  |  |  |  |  |  |  |  |  |  |  |
|                             |                             |                             |                             |                                            |                                            |                                            |                                            |                                            |                                            |                                        |                                        |                                        |                                        |                                        |                                        |                                             |                                             |                                             |                                             |                                             |                                             |                                    |                                    |            |            |                                    |                                    |                                    |                                    |                                    |                                    |                            |                            |                                                  |                                                  |                                                  |                                                  |                                                  |                                                  |                              |                              |                                   |                                   |                                   |                                   |                                   |                                   |                                 |                                 |                                                 |                                                 |                                                 |                                                 |                                                 |                                                 |  |  |  |  |  |  |  |  |  |  |  |  |  |  |
|                             |                             |                             |                             |                                            |                                            |                                            |                                            |                                            |                                            | Hugues le Grand († 956) duc des Francs | Hugues le Grand († 956) duc des Francs | Hugues le Grand († 956) duc des Francs | Hugues le Grand († 956) duc des Francs | Hugues le Grand († 956) duc des Francs | Hugues le Grand († 956) duc des Francs |                                             |                                             |                                             |                                             |                                             |                                             |                                    |                                    |            |            | Hedwige († 965)                    | Hedwige († 965)                    | Hedwige († 965)                    | Hedwige († 965)                    | Hedwige († 965)                    | Hedwige († 965)                    |                            |                            | Otton Ier (912 † 973) empereur                   | Otton Ier (912 † 973) empereur                   | Otton Ier (912 † 973) empereur                   | Otton Ier (912 † 973) empereur                   | Otton Ier (912 † 973) empereur                   | Otton Ier (912 † 973) empereur                   |                              |                              | Gerberge († 969)                  | Gerberge († 969)                  | Gerberge († 969)                  | Gerberge († 969)                  | Gerberge († 969)                  | Gerberge († 969)                  |                                 |                                 | Louis IV d'Outremer († 954) roi de France       | Louis IV d'Outremer († 954) roi de France       | Louis IV d'Outremer († 954) roi de France       | Louis IV d'Outremer († 954) roi de France       | Louis IV d'Outremer († 954) roi de France       | Louis IV d'Outremer († 954) roi de France       |  |  |  |  |  |  |  |  |  |  |  |  |  |  |
|                             |                             |                             |                             |                                            |                                            |                                            |                                            |                                            |                                            | Hugues le Grand († 956) duc des Francs | Hugues le Grand († 956) duc des Francs | Hugues le Grand († 956) duc des Francs | Hugues le Grand († 956) duc des Francs | Hugues le Grand († 956) duc des Francs | Hugues le Grand († 956) duc des Francs |                                             |                                             |                                             |                                             |                                             |                                             |                                    |                                    |            |            | Hedwige († 965)                    | Hedwige († 965)                    | Hedwige († 965)                    | Hedwige († 965)                    | Hedwige († 965)                    | Hedwige († 965)                    |                            |                            | Otton Ier (912 † 973) empereur                   | Otton Ier (912 † 973) empereur                   | Otton Ier (912 † 973) empereur                   | Otton Ier (912 † 973) empereur                   | Otton Ier (912 † 973) empereur                   | Otton Ier (912 † 973) empereur                   |                              |                              | Gerberge († 969)                  | Gerberge († 969)                  | Gerberge († 969)                  | Gerberge († 969)                  | Gerberge († 969)                  | Gerberge († 969)                  |                                 |                                 | Louis IV d'Outremer († 954) roi de France       | Louis IV d'Outremer († 954) roi de France       | Louis IV d'Outremer († 954) roi de France       | Louis IV d'Outremer († 954) roi de France       | Louis IV d'Outremer († 954) roi de France       | Louis IV d'Outremer († 954) roi de France       |  |  |  |  |  |  |  |  |  |  |  |  |  |  |
|                             |                             |                             |                             |                                            |                                            |                                            |                                            |                                            |                                            |                                        |                                        |                                        |                                        |                                        |                                        |                                             |                                             |                                             |                                             |                                             |                                             |                                    |                                    |            |            |                                    |                                    |                                    |                                    |                                    |                                    |                            |                            |                                                  |                                                  |                                                  |                                                  |                                                  |                                                  |                              |                              |                                   |                                   |                                   |                                   |                                   |                                   |                                 |                                 |                                                 |                                                 |                                                 |                                                 |                                                 |                                                 |  |  |  |  |  |  |  |  |  |  |  |  |  |  |
|                             |                             |                             |                             |                                            |                                            |                                            |                                            |                                            |                                            |                                        |                                        |                                        |                                        |                                        |                                        |                                             |                                             |                                             |                                             |                                             |                                             |                                    |                                    |            |            |                                    |                                    |                                    |                                    |                                    |                                    |                            |                            | Otton II (955 † 983) empereur                    | Otton II (955 † 983) empereur                    | Otton II (955 † 983) empereur                    | Otton II (955 † 983) empereur                    | Otton II (955 † 983) empereur                    | Otton II (955 † 983) empereur                    |                              |                              |                                   |                                   |                                   |                                   | Lothaire († 986) roi de France    | Lothaire († 986) roi de France    | Lothaire († 986) roi de France  | Lothaire († 986) roi de France  | Lothaire († 986) roi de France                  | Lothaire († 986) roi de France                  |                                                 |                                                 |                                                 |                                                 |  |  |  |  |  |  |  |  |  |  |  |  |  |  |
|                             |                             |                             |                             |                                            |                                            |                                            |                                            |                                            |                                            |                                        |                                        |                                        |                                        |                                        |                                        |                                             |                                             |                                             |                                             |                                             |                                             |                                    |                                    |            |            |                                    |                                    |                                    |                                    |                                    |                                    |                            |                            | Otton II (955 † 983) empereur                    | Otton II (955 † 983) empereur                    | Otton II (955 † 983) empereur                    | Otton II (955 † 983) empereur                    | Otton II (955 † 983) empereur                    | Otton II (955 † 983) empereur                    |                              |                              |                                   |                                   |                                   |                                   | Lothaire († 986) roi de France    | Lothaire († 986) roi de France    | Lothaire († 986) roi de France  | Lothaire († 986) roi de France  | Lothaire († 986) roi de France                  | Lothaire († 986) roi de France                  |                                                 |                                                 |                                                 |                                                 |  |  |  |  |  |  |  |  |  |  |  |  |  |  |
|                             |                             |                             |                             |                                            |                                            |                                            |                                            |                                            |                                            |                                        |                                        |                                        |                                        |                                        |                                        |                                             |                                             | Hugues Capet († 996) roi de France          | Hugues Capet († 996) roi de France          | Hugues Capet († 996) roi de France          | Hugues Capet († 996) roi de France          | Hugues Capet († 996) roi de France | Hugues Capet († 996) roi de France |            |            | Guillaume Ier cte Provence († 993) | Guillaume Ier cte Provence († 993) | Guillaume Ier cte Provence († 993) | Guillaume Ier cte Provence († 993) | Guillaume Ier cte Provence († 993) | Guillaume Ier cte Provence († 993) |                            |                            |                                                  |                                                  |                                                  |                                                  | Adélaïde d'Anjou († 1026)                        | Adélaïde d'Anjou († 1026)                        | Adélaïde d'Anjou († 1026)    | Adélaïde d'Anjou († 1026)    | Adélaïde d'Anjou († 1026)         | Adélaïde d'Anjou († 1026)         |                                   |                                   | Louis V († 987) roi de France     | Louis V († 987) roi de France     | Louis V († 987) roi de France   | Louis V († 987) roi de France   | Louis V († 987) roi de France                   | Louis V († 987) roi de France                   |                                                 |                                                 |                                                 |                                                 |  |  |  |  |  |  |  |  |  |  |  |  |  |  |
|                             |                             |                             |                             |                                            |                                            |                                            |                                            |                                            |                                            |                                        |                                        |                                        |                                        |                                        |                                        |                                             |                                             | Hugues Capet († 996) roi de France          | Hugues Capet († 996) roi de France          | Hugues Capet († 996) roi de France          | Hugues Capet († 996) roi de France          | Hugues Capet († 996) roi de France | Hugues Capet († 996) roi de France |            |            | Guillaume Ier cte Provence († 993) | Guillaume Ier cte Provence († 993) | Guillaume Ier cte Provence († 993) | Guillaume Ier cte Provence († 993) | Guillaume Ier cte Provence († 993) | Guillaume Ier cte Provence († 993) |                            |                            |                                                  |                                                  |                                                  |                                                  | Adélaïde d'Anjou († 1026)                        | Adélaïde d'Anjou († 1026)                        | Adélaïde d'Anjou († 1026)    | Adélaïde d'Anjou († 1026)    | Adélaïde d'Anjou († 1026)         | Adélaïde d'Anjou († 1026)         |                                   |                                   | Louis V († 987) roi de France     | Louis V († 987) roi de France     | Louis V († 987) roi de France   | Louis V († 987) roi de France   | Louis V († 987) roi de France                   | Louis V († 987) roi de France                   |                                                 |                                                 |                                                 |                                                 |  |  |  |  |  |  |  |  |  |  |  |  |  |  |
|                             |                             |                             |                             |                                            |                                            |                                            |                                            |                                            |                                            |                                        |                                        |                                        |                                        |                                        |                                        |                                             |                                             |                                             |                                             |                                             |                                             |                                    |                                    |            |            |                                    |                                    |                                    |                                    |                                    |                                    |                            |                            |                                                  |                                                  |                                                  |                                                  |                                                  |                                                  |                              |                              |                                   |                                   |                                   |                                   |                                   |                                   |                                 |                                 |                                                 |                                                 |                                                 |                                                 |                                                 |                                                 |  |  |  |  |  |  |  |  |  |  |  |  |  |  |
|                             |                             |                             |                             |                                            |                                            |                                            |                                            |                                            |                                            |                                        |                                        |                                        |                                        |                                        |                                        |                                             |                                             | Robert II († 1031) roi de France            | Robert II († 1031) roi de France            | Robert II († 1031) roi de France            | Robert II († 1031) roi de France            | Robert II († 1031) roi de France   | Robert II († 1031) roi de France   |            |            |                                    |                                    |                                    |                                    |                                    |                                    | Constance d'Arles († 1032) | Constance d'Arles († 1032) | Constance d'Arles († 1032)                       | Constance d'Arles († 1032)                       | Constance d'Arles († 1032)                       | Constance d'Arles († 1032)                       |                                                  |                                                  |                              |                              |                                   |                                   |                                   |                                   |                                   |                                   |                                 |                                 |                                                 |                                                 |                                                 |                                                 |                                                 |                                                 |  |  |  |  |  |  |  |  |  |  |  |  |  |  |
|                             |                             |                             |                             |                                            |                                            |                                            |                                            |                                            |                                            |                                        |                                        |                                        |                                        |                                        |                                        |                                             |                                             | Robert II († 1031) roi de France            | Robert II († 1031) roi de France            | Robert II († 1031) roi de France            | Robert II († 1031) roi de France            | Robert II († 1031) roi de France   | Robert II († 1031) roi de France   |            |            |                                    |                                    |                                    |                                    |                                    |                                    | Constance d'Arles († 1032) | Constance d'Arles († 1032) | Constance d'Arles († 1032)                       | Constance d'Arles († 1032)                       | Constance d'Arles († 1032)                       | Constance d'Arles († 1032)                       |                                                  |                                                  |                              |                              |                                   |                                   |                                   |                                   |                                   |                                   |                                 |                                 |                                                 |                                                 |                                                 |                                                 |                                                 |                                                 |  |  |  |  |  |  |  |  |  |  |  |  |  |  |

|             |             |             |             |             |             |  |  | Légende   |           |           |           |           |           |  |  |          |          |          |          |          |          |  |  |  |  |
| Carolingien | Carolingien | Carolingien | Carolingien | Carolingien | Carolingien |  |  | Robertien | Robertien | Robertien | Robertien | Robertien | Robertien |  |  | Ottonien | Ottonien | Ottonien | Ottonien | Ottonien | Ottonien |  |  |  |  |